# Leslie I. Carey
Leslie I. Carey (3 de agosto de 1895 — Los Angeles, 17 de junho de 1984) é um sonoplasta estadunidense. Venceu o Oscar de melhor mixagem de som na edição de 1954 por The Glenn Miller Story.